# Ледянська сільська рада
Ледя́нська сільська́ ра́да — адміністративно-територіальна одиниця та орган місцевого самоврядування у Красилівському районі Хмельницької області. Адміністративний центр — село Ледянка.

## Загальні відомості
- Територія ради: 1,215 км²
- Населення ради: 1 196 осіб (станом на 2001 рік)
- Територією ради протікає річка Ікопоть

## Населені пункти
Сільській раді підпорядковані населені пункти:
- с. Ледянка
- с. Малі Пузирки
- с. Трусилівка
- с. Федорівка

## Склад ради
Рада складалася з 16 депутатів та голови.
- Голова ради: Чорнобай Василь Петрович
- Секретар ради: Ящук Надія Василівна

### Керівний склад попередніх скликань
| Прізвище, ім'я, по батькові | Основні відомості                                                 | Дата обрання | Дата звільнення |
| --------------------------- | ----------------------------------------------------------------- | ------------ | --------------- |
| Чорнобай Василь Петрович    | Сільський голова, 1971 року народження, освіта вища, безпартійний | 26.03.2006   | 31.10.2010      |
| Чорнобай Василь Петрович    | Сільський голова, 1971 року народження, освіта вища, безпартійний | 31.10.2010   |                 |

Примітка: таблиця складена за даними сайту Верховної Ради України

### Депутати
За результатами місцевих виборів 2010 року депутатами ради стали:

#### За суб'єктами висування
| Суб'єкт висування | Кількість обраних депутатів | %    |
| ----------------- | --------------------------- | ---- |
| Самовисування     | 10                          | 62,5 |
| Народна партія    | 3                           | 18,8 |
| Партія регіонів   | 3                           | 18,8 |

#### За округами
| № округу        | Прізвище, ім'я, по батькові  | Дата визнання обраним | Освіта             | Партійна приналежність | Відомості про обраного депутата                           |
| --------------- | ---------------------------- | --------------------- | ------------------ | ---------------------- | --------------------------------------------------------- |
| Народна Партія  |                              |                       |                    |                        |                                                           |
| 1               | Музика Іван Васильович       | 05.11.2010            | середня            | позапартійний          | Федорівська лікарська амбулаторія, водій швидкої          |
| 3               | Головишина Тетяна Антонівна  | 05.11.2010            | середня спеціальна | позапартійна           | тимчасово не працює                                       |
| 13              | Цех Олександр Пилипович      | 05.11.2010            | середня            | позапартійний          | ТОВ «Україна-2001», водій                                 |
| Партія регіонів |                              |                       |                    |                        |                                                           |
| 6               | Лежнюк Тетяна Миколаївна     | 05.11.2010            | середня спеціальна | позапартійна           | сільська рада, технік.працівник                           |
| 9               | Цегельник Надія Петрівна     | 05.11.2010            | вища               | позапартійна           | приватне підприємство                                     |
| 12              | Ящук Надія Василівна         | 05.11.2010            | середня спеціальна | позапартійна           | Ледянська сільська рада, секретар                         |
| Самовисування   |                              |                       |                    |                        |                                                           |
| 2               | Макарчик Валентина Антонівна | 05.11.2010            | середня            | позапартійна           | СТОВ «Довіра» смт Антоніни, зав.відділенням с. Федорівка  |
| 4               | Кочубей Микола Васильович    | 05.11.2010            | середня спеціальна | позапартійний          | тимчасово не працює                                       |
| 5               | Козак Микола Григорович      | 05.11.2010            | середня            | позапартійний          | пенсіонер                                                 |
| 7               | Гнатюк Андрій Володимирович  | 05.11.2010            | середня            | позапартійний          | Федорівська загальноосвітня школа І-ІІІ ст., кочегар      |
| 8               | Ковальчук Валентина Петрівна | 05.11.2010            | середня спеціальна | позапартійна           | Ледянський фельдшерсько-акушерський пункт, завідувачка ФП |
| 10              | Марчук Анатолій Анатолійович | 05.11.2010            | середня            | позапартійний          | приватне підприємство                                     |
| 11              | Мартинюк Валерій Дмитрович   | 05.11.2010            | вища               | позапартійний          | СТОВ «Довіра» смт Антоніни, зав.відділенням с. Якимівці   |
| 14              | Петрівська Ніна Павлівна     | 05.11.2010            | середня спеціальна | позапартійна           | ТОВ «Україна-2001», гол. бухгалтер                        |
| 15              | Мазорук Надія Петрівна       | 05.11.2010            | середня            | позапартійна           | тимчасово не працює                                       |
| 16              | Лещу Олена Миколаївна        | 05.11.2010            | середня            | позапартійна           | Трусилівка ФП, санітарка                                  |